# Trai nước ngọt Spengler
Trai nước ngọt Spengler, danh pháp khoa học Margaritifera auricularia, là một loài trai nước ngọt châu Âu, trong họ Margaritiferidae.

## Mô tả

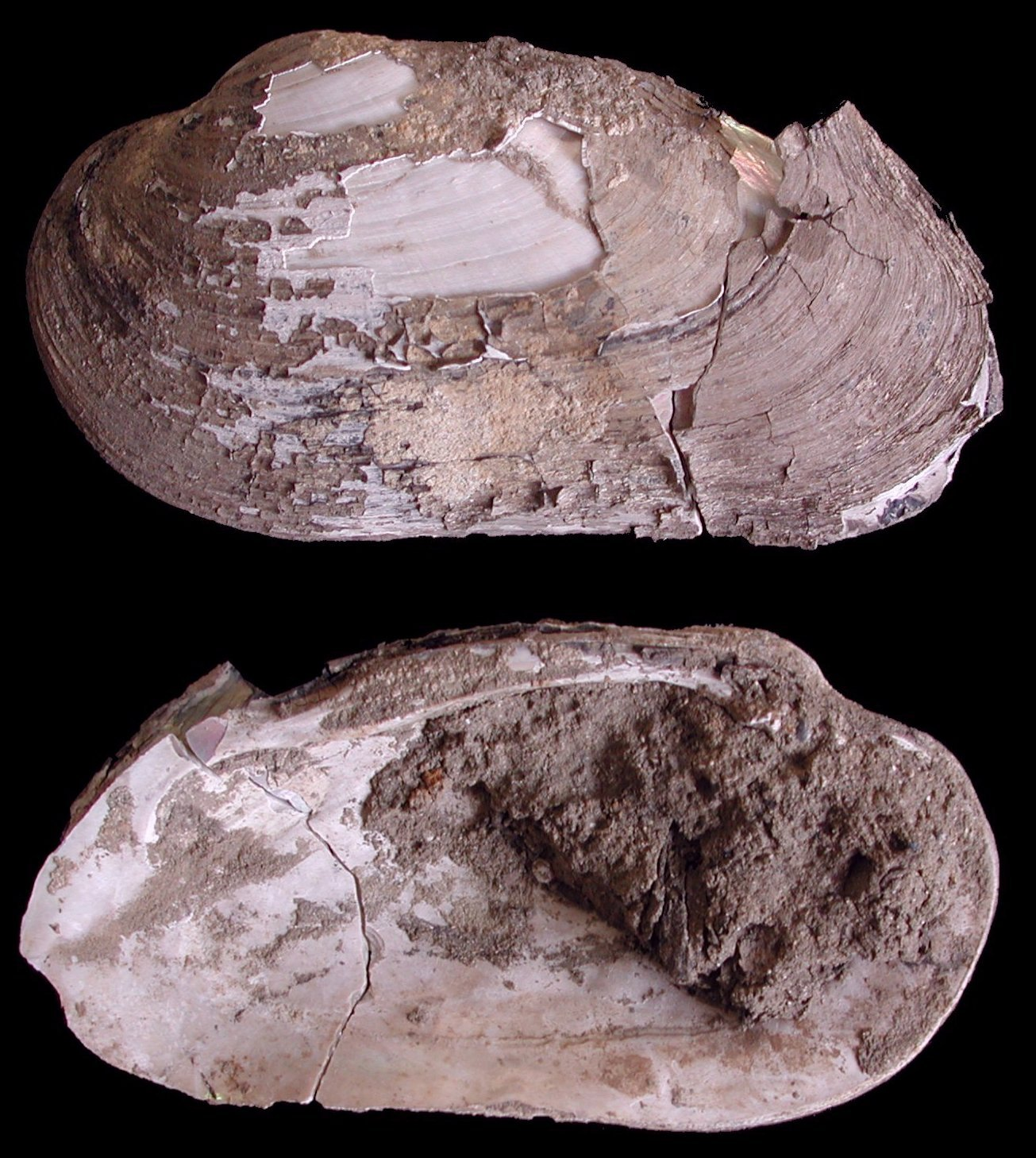
Spengler's freshwater mussel, a subfossil valve from the Holocene Scheldt deposits, in Bỉ

Vỏ lớn dài tới 180 mm.

## Phân loại
Có nhiều ý kiến khác nhau về nguyên tắc phân loại của loài này.
Loài này đã được mô tả như là Unio auricularius Spengler, 1793.
Khi nó được đặt trong chi Margaritifera Schumacher, 1816, nó được coi là:
- Margaritifera auricularia (Spengler, 1793)

Vào những lúc khác nó được đặt trong chi Pseudunio F. Haas, năm 1910, trong trường hợp này nó được gọi là:
- Pseudunio auricularia (Spengler, 1793)

Đôi khi nó được đưa ra giống đực:
- Pseudunio auricularius auricularius (Spengler, 1793)